# Lydabsorption
Lydabsorption beskriver, at lyd i et lokale i en eller anden grad vil absorberes af overfladerne i rummet, så den lyd, der kastes tilbage
fra en overflade, er reduceret i forhold til den lyd, der rammer overfladen.
Et lokales akustik kan beskrives ved rummets efterklangstid – altså hvor længe en lyd er om at dø ud i lokalet. Kort efterklangstid gør det nemmere at høre, hvad der bliver sagt. Lang efterklangstid kan nedbringes ved at bruge materialer, som er gode til at absorbere lyd. Denne egenskab kan beskrives ved hjælp af en absorptionskoefficient.
Hårde og stive materialer med en glat overflade har oftest en lav absorptionskoefficient, mens materialer med en blød, ujævn eller porøs overflade som eksempelvis gips eller træbeton typisk har en høj absorptionskoefficient.
Jo større andel af rummets samlede overflade, der absorberer lyden, desto mindre efterklang vil rummet have. Derfor er det vigtigt at vælge et materiale med en høj absorptionskoefficient til store flader. På den måde kan man regulere og forkorte efterklangstiden, så der opstår et godt lydklima med et klart og tydeligt lydbillede.
Ofte er loftet den flade i et rum, hvor det er lettest at opsætte en akustikregulerende beklædning, eksempelvis i form af akustikplader af træbeton. .